# 海蛇亞科
海蛇亞科（學名：Hydrophiinae）包括所有终生生活于海水中的蛇，属于蛇亚目，由远古眼镜蛇演化而来，本科有38属，除了海蛇外亦包含了許多棲息於澳大利亞內陸的蛇類物種，包括太攀蛇屬、虎蛇屬、擬眼鏡蛇屬及死亡蛇屬等。在新的分類法中，海蛇亞科被歸類於眼鏡蛇科之下。海蛇亞科下的蛇類大多有毒，而根據LD50，當中有全球毒性最強的三大蛇類之一（鉤鼻海蛇）存在。

## 特徵
海蛇軀幹後部略側扁，尾部扁平如槳，善游泳。頭部偏小，體形不大，少有長逾2米。但根據一些化石跡象表示，遠古時期曾存在長達十幾米的大海蛇。有從頭延伸至尾的肺，也可用皮膚呼吸。海蛇的鼻孔朝上，有瓣膜可以啟閉，吸入空氣後，可關閉鼻孔潛入水下達10分鐘之久，可下潛數十米。海蛇身體表面有鱗片包裹，鱗片下面是厚厚的皮膚，可以防止海水滲入和體液的喪失。舌下的鹽腺，具有排出隨食物進入體內的過量鹽分的機能。其天敵有海鵰等肉食性海鳥，以及部分鯊魚。

## 地理分布
海蛇主要分布在印度洋和西太平洋的热带海域中，大西洋中没有海蛇。东太平洋有长吻海蛇分布，剑尾海蛇则大多分布于暗礁当中。中国有海蛇19种，广泛分布于广东、广西、福建、浙江、山东、辽宁等省的沿岸近海。常见的有青环海蛇、环纹海蛇、小头海蛇、海蝰、平颏海蛇和长吻海蛇等。

## 分類
海蛇分两栖海蛇和水栖海蛇两大类。扁尾海蛇属于前者，需要上岸在海滨沙滩上产卵，任其自然孵化。后者则是卵胎生，每次产下3到4尾20到30厘米长的小海蛇。在繁殖季节，海蛇往往聚拢一起，形成绵延几十千米的长蛇阵，有时浮满整个港口。

## 毒性

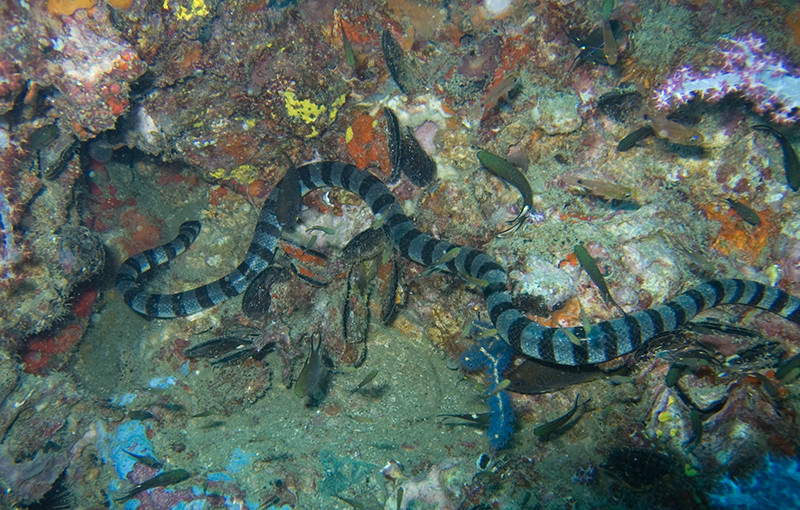
扁尾海蛇属 Laticauda sp.

海蛇和眼镜蛇有密切的亲缘关系，是具有较短的前沟牙的毒蛇，所有海蛇都有剧毒。海蛇毒液为无色或淡黄色粘稠液体，与陆地蛇毒性质相似。海蛇毒性为神經毒素。
海蛇咬人没有剧烈感觉，有时还无痛无水肿，所以很难发觉。各种症状开始时都很轻微，但会逐渐恶化。逐渐导致吞咽困难、全身瘫痪等症状，严重的可在数十分钟内死亡。人类极少受到海蛇的主动攻击，意外往往是因为渔夫捕捉或潜水员不慎踩上海蛇导致。有经验的潜水员可以捕捉海蛇玩耍。
海蛇雖有毒性，但性情比陸地上的毒蛇溫馴，除非受到威脅，否則不會主動攻擊。

## 食性
海蛇以魚類為食，當中特別偏好獵食鰻鱺目，不論是洄游性的日本鰻鱺或是性情凶狠的鯙科，海蛇也是照吃無誤。獵食時，海蛇一般不會使用毒液。

## 下屬分類
海蛇亞科包含以下38屬，其中標記有*的為棲息於海中的物種：
- 死亡蛇屬 Acanthophis
- 劍尾海蛇屬 Aipysurus*
- 洞穴蛇屬（英语：Antaioserpens） Antaioserpens
- 擬盾蛇屬（英语：Aspidomorphus） Aspidomorphus
- 澳洲銅頭蛇屬 Austrelaps
- 澳洲珊瑚蛇屬（英语：Brachyurophis） Brachyurophis
- 侏儒皇冠蛇屬 Cacophis
- 小眼蛇屬（英语：Cryptophis） Cryptophis
- 澳蛇屬 Demansia
- 澳太蛇屬 Denisonia
- 東南草蛇屬（英语：Drysdalia） Drysdalia
- 短盾蛇屬（英语：Echiopsis） Echiopsis
- 小沙蛇屬 Elapognathus
- 龜頭海蛇屬 Emydocephalus*
- 桿尾海蛇屬（英语：Ephalophis） Ephalophis*
- 吻蛇屬（英语：Furina） Furina
- 半盾蛇屬（英语：Hemiaspis） Hemiaspis
- 盔頭蛇屬 Hoplocephalus
- 達爾文海蛇屬（英语：Hydrelaps） Hydrelaps*
- 海蛇屬 Hydrophis*
- 洛氏蛇屬（英语：Loveridgelaps） Loveridgelaps
- 小頭海蛇屬 Microcephalophis
- 小伊蛇屬 Micropechis
- 穴居蛇屬（英语：Neelaps） Neelaps
- 虎蛇屬 Notechis
- 斐濟蛇屬 Ogmodon
- 太攀蛇屬 Oxyuranus
- 海蝰屬（英语：Parahydrophis） Parahydrophis*
- Parapistocalamus
- 刺頭蛇屬（英语：Paroplocephalus） Paroplocephalus
- 伊澳蛇屬 Pseudechis
- 擬眼鏡蛇屬 Pseudonaja
- 澳西蛇屬（英语：Rhinoplocephalus） Rhinoplocephalus
- 所羅門珊瑚蛇屬（英语：Salomonelaps） Salomonelaps
- 黑帶眼鏡蛇屬 Simoselaps
- 蘇塔蛇屬 Suta
- 毒伊蛇屬 Toxicocalamus
- 澳東蛇屬Tropidechis
- 澳蠕蛇屬 Vermicella

## 其他
海蛇的天敵有海鷹。